# Kathy Bates
Kathleen Doyle Bates (Memphis, 28 juni 1948) is een Amerikaans actrice en televisieregisseuse. Ze won in 1990 de Oscar voor beste vrouwelijke hoofdrol met haar spel in Misery. Bates werd daarnaast genomineerd voor de Oscar voor beste bijrol in zowel 1998 (voor Primary Colors) als 2002 (voor About Schmidt).
De Amerikaanse vergaarde in de meer dan dertig jaar dat ze actief is als filmactrice meer dan twintig filmprijzen. Daartoe behoren behalve een Oscar ook meerdere Golden Globes en werd ze geëerd om zowel komische als bloedserieuze rollen (onder meer in Primary Colors en About Schmidt). In 2016 kreeg ze een ster op de Hollywood Walk of Fame.
Bates haalde haar toneeldiploma in 1969. In de jaren 70 begon ze met acteren. Ze is in 1991 getrouwd met Tony Campisi. Ze scheidden in 1997.

## Filmografie (selectie)
- 2024-heden: Matlock - Madeline "Matty" Matlock
- 2024: A Family Affair - Leila Ford
- 2023: The Miracle Club - Eileen
- 2019: The Highwaymen -  Miriam "Ma" Ferguson
- 2017: Disjointed - Ruth
- 2016: Bad Santa 2 - Sunny Soke
- 2016: American Horror Story: Roanoke - Agnes Mary Winstead
- 2015-2016: American Horror Story: Hotel - Iris
- 2014-2015: American Horror Story: Freak Show - Ethel Darling
- 2014: Boychoir - directeur van de school
- 2013-2014: American Horror Story: Coven - Delphine LaLaurie
- 2011: Midnight in Paris - Gertrude Stein
- 2011-2012: Harry's Law - Harriet Korn
- 2010-2011: The Office US - Jo Bennett
- 2010: Valentine's Day - Susan
- 2009: Personal Effects - Gloria
- 2009: The Blind Side - Miss Sue
- 2009: Chéri - Madame Charlotte Peloux
- 2009: Alice- Queen of Hearts
- 2008: Revolutionary Road - Mrs. Helen Givings
- 2008: The Day the Earth Stood Still - Secretary of Defense, Dr. Regina Jackson
- 2008: The Family That Preys - Charlotte Cartwright
- 2007: P.S. I Love You - Patricia
- 2007: The Golden Compass - Hester
- 2007: Fred Claus - Mother Claus
- 2007: Bee Movie - Janet Benson
- 2006: Charlotte's Web - Bitsy the Cow
- 2006: Failure to Launch - Sue
- 2006: Relative Strangers - Agnes Menure
- 2006: Bonneville - Margene
- 2006: Solace - Marrow's wife
- 2006: Have Mercy -
- 2005: Rumor Has It - Aunt Mitsy
- 2004: Around the World in 80 Days - Queen Victoria
- 2004: Little Black Book - Kippie Kann
- 2003: The Tulse Luper suitcases: the Moab story
- 2002: Who Shot Victor Fox
- 2002: Unconditional Love - Grace Beasley
- 2002: My Sister's Keeper - Christine
- 2002: Love Liza - Mary Ann Bankhead
- 2002: Dragonfly - Mrs. Belmont
- 2002: About Schmidt - Roberta Hertzel
- 2001: Rat Race (film) - Eekhoorn Vrouw
- 2001: American Outlaws - Ma James
- 2000: Bruno - Mother Superior
- 1998: The Waterboy - Helen 'Mama' Boucher
- 1998: Primary Colors - Libby Holden
- 1997: Swept from the sea - Miss Swaffer
- 1997: Titanic - Molly Brown
- 1996: The war at Home - Maurine Collier
- 1996: Diabolique - Det. Shirley Vogel
- 1995: Dolores Claiborne - Dolores Claiborne
- 1994: North - Alaskan mom
- 1993: A Home of Our Own - Frances Lacey
- 1992: Prelude to a Kiss - Leah Blier
- 1992: Used People - Bibby Berman
- 1991: Fried Green Tomatoes - Evelyn Couch
- 1991: Shadows and fog - Prostitute
- 1990: Misery - Annie Wilkes
- 1990: White Palace - Rosemary
- 1989: No place like home -
- 1989: Roe vs Wade -
- 1983: Two of a Kind - Furniture man's wife
- 1978: Straight time - Selma Darin

- Bibsys: 98074490
- Biblioteca Nacional de España: XX1295516
- Bibliothèque nationale de France: cb13951437v (data)
- Catàleg d'autoritats de noms i títols de Catalunya: 981058518644806706
- Gemeinsame Normdatei: 131919830
- International Standard Name Identifier: 0000 0001 0904 5414
- Library of Congress Control Number: n92046750
- MusicBrainz: f3b7731d-c5f7-4a74-8205-92db97b706bb
- Nationale Bibliotheek van Tsjechië: pna2005280870
- Nationale Bibliotheek van Israël: 987007453597705171
- Nederlandse Thesaurus van Auteursnamen: 091981646
- SNAC: w6gp135x
- Système universitaire de documentation: 099513692
- Virtual International Authority File: 56801898
- WorldCat: E39PBJpV9mKdRpctBQHqHDwDMP